# Комон, Арсисс де
Арсисс де Комон, граф (фр. Arcisse de Caumont; 20 августа 1801, Байё—1873, Кан) — французский антиквар и археолог из дворянского рода Комонов, основатель национальной археологии и Французского археологического общества.

## Биография
Арсисс де Комон был сыном графа Франсуа де Комона и Мари-Луизы Юэ де Матан. Одним из его наставников был Шарль де Жервиль, изобретатель определения «романское искусство». В 1810 году его отправили в колледж Фалез (Collège de Falaise) в Байё, директором которого был аббат Эрвье. Юный граф де Комон имел прирождённую склонность к наукам. В 15 лет он давал уроки своим одноклассникам. В 1817 году поступил в коллеж Байё, где в 1822 году получил степень бакалавра филологии, а затем поступил на юридический факультет. Изучая право, Комон занимался на филологическом факультете и на факультете римской истории. За достижения в науке Комон был избран членом-корреспондентом Академии надписей и изящной словесности. В 1864 году он стал членом Академии наук, филологии и искусств Савойи (l’Académie des Sciences, Belles-Lettres et Arts de Savoie). Удостоен Ордена Почётного легиона. Учёный скончался в 1873 году, похоронен на кладбище Сен-Жан в Кане (cimetière Saint-Jean à Vaucelles, un faubourg de Caen).

## Вклад в изучение французской истории и археологии
Комона называли «отцом археологии французского Средневековья». Он был среди основателей в 1823 году «Общества антикваров Нормандии» (Société des Antiquaires de Normandie). В 1824 году опубликовал в «Memoirs of the Société des Antiquaires de Normandie» очерк о средневековой архитектуре (Essai sur l’architecture du Moyen Age). В 1834 году Арсисс де Комон создал «Французское археологическое общество» (Société française d’archéologie), которым руководил до 1872 года. Общество, организуя «конгрессы» в той или иной французской провинции, ставило своей задачей «составить полный реестр памятников Франции, описать и классифицировать их в хронологическом порядке, а также публиковать сведения в периодическом бюллетене». Таким изданием стал «Bulletin monumental», выходивший в свет с 1835 по 1873 год. Опубликовано 38 выпусков. Благодаря этим начинаниям были заложены основы французской национальной археологии.
После открытия, созданного в 1795 году Александром Ленуаром Музея французских памятников (Musée des monuments français) усилился интерес к средневековому искусству Франции. Арсисс де Комон читал курс археологии, который был издан в 6-ти томах в 1836 году под названием «Краткая история религиозной, гражданской и военной архитектуры в Средние века» (Histoire sommaire de l’architecture religieuse, civile et militaire au Moyen Âge). В этой работе Арсисс де Комон выделил основные этапы исторического развития архитектурных стилей и предложил для каждого наименование. Так, готическое искусство он назвал «оживным» (фр. art ogival) по характерному конструктивному элементу готической архитектуры — диагональной полуциркульной арки «ожива» крестового свода. Только позднее это название заменили на ныне существующее, но менее удачное: «готический стиль». Период, предшествующий готической архитектуре, Арсисс де Комон именовал «романским» (ранее этот термин уже использовал Ш.-А. де Жервиль), и это название сохранилось.
Арсисс де Комон также составил первое руководство по археологии, которое несколько раз переиздавалось под названием «Букварь, или рудимент археологии» (Abécédaire ou rudiment d’archéologie, 1869). Лекции Арсисса де Комона были также изданы им в виде сборника под заглавием: «Cours d’antiquités monumentales professé à Caen» (1830—1841) с приложением атласа рисунков, изображающих архитектурные и другие памятники Франции, от древнейших времен и до раннего Возрождения. Научная и популяризаторская деятельность Арсисса де Комона способствовала художественному движению «готического возрождения» во Франции.

## Основные работы
- Геологические заметки: о некоторых участках западной Нормандии (Mémoire géologique : sur quelques terrains de la Normandie occidentale, 1825)
- Очерк геогностической топографии департамента Кальвадос (Essai sur la topographie géognostique du département du Calvados, 1828)
- Очерки Линнеевского общества Нормандии (Mémoires de la Société linnéenne de Normandie, 1829)
- Курс Древних памятников, преподаваемый в Кане (Cours d’antiquités monumentales professé à Caen, 1830—1841)
- История искусства на западе Франции: в 6-ти томах (Histoire de l’art dans l’Ouest de la France, 1831—1840)
- Краткая история религиозной, гражданской и военной архитектуры в Средние века (Histoire sommaire de l’architecture religieuse, civile et militaire au Moyen Âge, 1836)
- История религиозной архитектуры в Средние века (Histoire de l’architecture religieuse au Moyen Âge, 1841)
- Геральдический алфавит, или Общие понятия гербов (Abécédaire héraldique, ou Notions générales sur le blason, 1861)
- Бюллетень памятников, или собрание заметок и информации о монументальной статистике Франции (Bulletin monumental ou collection de memoires et de renseignements sur la statistique monumentale de la France, 1865)
- Курс начальной археологии (Archéologie des écoles primaires, 1868)
- Букварь, или рудимент археологии (Abécédaire ou rudiment d’archéologie, 1869)